# Spongiforma thailandica
A Spongiforma thailandica é uma espécie de fungo da família Boletaceae, gênero  Spongiforma. A espécie é semelhante a uma esponja e não tem estipe. Foi descrita pela primeira vez em 2009 e é encontrada no Parque Nacional Khao Yai, na região central da Tailândia, onde cresce no solo de florestas primárias. O basidioma emborrachado tem um forte odor de alcatrão de hulha semelhante ao da Tricholoma sulphureum e consiste em várias cavidades internas revestidas com tecido produtor de esporos. A análise filogenética sugere que a espécie está intimamente relacionada aos gêneros Porphyrellus e Strobilomyces na família Boletaceae.

## Taxonomia
|  | Porphyrellus porphyrosporus                                                         |
|  |                                                                                     |
|  | \| \| Porphyrellus pseudoscaber \| \| \| \| \| \| Porphyrellus sordidus \| \| \| \| |
|  |                                                                                     |
|  | Porphyrellus pseudoscaber                                                           |
|  |                                                                                     |
|  | Porphyrellus sordidus                                                               |
|  |                                                                                     |

|  | Porphyrellus pseudoscaber |
|  |                           |
|  | Porphyrellus sordidus     |
|  |                           |

|  | Porphyrellus porphyrosporus                                                         |
|  |                                                                                     |
|  | \| \| Porphyrellus pseudoscaber \| \| \| \| \| \| Porphyrellus sordidus \| \| \| \| |
|  |                                                                                     |
|  | Porphyrellus pseudoscaber                                                           |
|  |                                                                                     |
|  | Porphyrellus sordidus                                                               |
|  |                                                                                     |

|  | Porphyrellus pseudoscaber |
|  |                           |
|  | Porphyrellus sordidus     |
|  |                           |

|  | Porphyrellus porphyrosporus                                                         |
|  |                                                                                     |
|  | \| \| Porphyrellus pseudoscaber \| \| \| \| \| \| Porphyrellus sordidus \| \| \| \| |
|  |                                                                                     |
|  | Porphyrellus pseudoscaber                                                           |
|  |                                                                                     |
|  | Porphyrellus sordidus                                                               |
|  |                                                                                     |

|  | Porphyrellus pseudoscaber |
|  |                           |
|  | Porphyrellus sordidus     |
|  |                           |

|  | Porphyrellus porphyrosporus                                                         |
|  |                                                                                     |
|  | \| \| Porphyrellus pseudoscaber \| \| \| \| \| \| Porphyrellus sordidus \| \| \| \| |
|  |                                                                                     |
|  | Porphyrellus pseudoscaber                                                           |
|  |                                                                                     |
|  | Porphyrellus sordidus                                                               |
|  |                                                                                     |

|  | Porphyrellus pseudoscaber |
|  |                           |
|  | Porphyrellus sordidus     |
|  |                           |

A espécie foi descrita cientificamente pela primeira vez em 2009 por Egon Horak, T. Flegel e D.E. Desjardin, com base em espécimes coletados em julho de 2002 no Parque Nacional Khao Yai, na região central da Tailândia, e cerca de três anos depois no mesmo local. Antes disso, a espécie havia sido mencionada em uma publicação tailandesa de 2001 como uma espécie não identificada de Hymenogaster. A análise filogenética das sequências de DNA ribossômico mostra que Spongiforma compartilha um ancestral comum com o gênero Porphyrellus. O próximo gênero mais intimamente relacionado é o Strobilomyces. Todos os três gêneros são membros da família Boletaceae e da Boletineae, sendo a última uma das várias linhagens de Boletales reconhecidas taxonomicamente no nível de subordem.
O nome do gênero Spongiforma refere-se à natureza esponjosa do basidioma, enquanto o epíteto específico thailandica se refere ao país em que a espécie é encontrada.

## Descrição
O basidioma é relativamente grande, com até 10 cm de diâmetro por 4 a 7 cm de altura, e é cinza-acastanhado claro a marrom ou marrom-avermelhado. É semelhante a uma esponja e emborrachado - se a água for espremida, ele assumirá sua forma original. A superfície tem cavidades irregulares e relativamente grandes (lóculos), com 2 a 20 mm de diâmetro, revestidas com tecido fértil (produtor de esporos). Os cogumelos não têm um estipe, mas sim uma columela - uma pequena estrutura interna na base do basidioma semelhante a uma coluna. A columela tem dimensões de 10 a 15 mm de altura por 8 a 10 mm de diâmetro no ápice e 3 a 4 mm na base; está ligada a rizomorfos brancos finos e abundantes. Os basidiomas têm um forte odor de alcatrão de hulha ou borracha queimada (semelhante ao Tricholoma sulphureum). O tecido do cogumelo fica roxo quando uma gota de hidróxido de potássio a 3-10% é aplicada.
A esporada é de cor marrom a marrom-avermelhada. Vistos ao microscópio, os esporos são amigdaliformes (em forma de amêndoa) e normalmente medem de 10 a 11,5 por 5,5 a 7 μm. Os basídios (células portadoras de esporos) são cilíndricos a aproximadamente em forma de taco, com quatro esporos e dimensões de 25 a 32 por 6,5 a 9,5 μm. Elas têm esterigmas retos (extensões finas que se prendem aos esporos) de até 9,5 μm de comprimento. Os cistídios (células grandes e estéreis no himênio) são cilíndricos a aproximadamente em forma de taco, com paredes finas e medem 25 a 48 por 5 a 10 μm. Elas são não amiloides [en], o que significa que não absorvem iodo quando coradas com o reagente de Melzer. Os cistídios são abundantes nas bordas dos lóculos e ocasionais entre os basídios. O himenóforo é formado por hifas ramificadas entrelaçadas, dispostas de forma aproximadamente paralela. Essas hifas cilíndricas de paredes finas têm septos inflados (partições intracelulares) e são gelatinosas, hialinas (translúcidas) e não amiloides. O sub-himênio (a camada de tecido imediatamente abaixo do himênio) é feito de hifas infladas que são hialinas, não amiloides, de paredes finas e não gelatinosas, medindo 9 a 20 por 9 a 14 μm.

### Espécies semelhantes
Os basidomas se assemelham vagamente aos da espécie Gymnopaxillus nudus, encontrada na Austrália crescendo em associação com Eucalyptus. No entanto, os basidomas da Gymnopaxillus crescem no subsolo, não têm um odor forte, não se coram de púrpura com hidróxido de potássio e têm esporos mais longos, normalmente de 11 a 16 μm.

## Habitat e distribuição

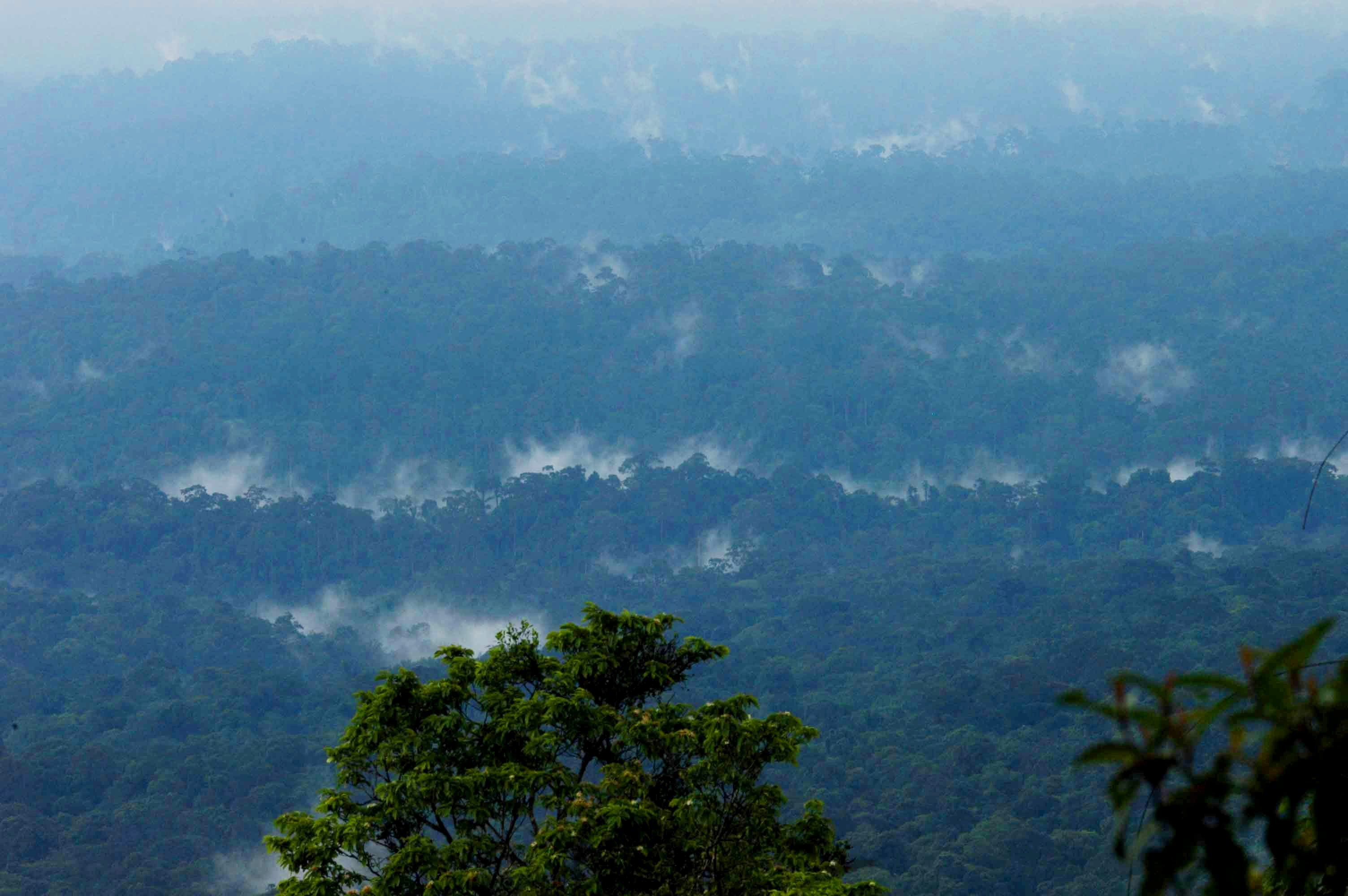
Florestas de Khao Yai na Tailândia central

A Spongiforma thailandica foi encontrada crescendo no solo em uma floresta antiga no Parque Nacional Khao Yai (província de Nakhon Nayok, Tailândia), a uma altitude de cerca de 750 metros. Acredita-se que o fungo cresça em uma associação micorrízica com Shorea henryana e Dipterocarpus gracilis.